# 쇼레 아그다슐루
쇼레 아그다슐루(페르시아어: شهره آغداشلو, 영어: Shohreh Aghdashloo, 1952년 5월 11일 ~ )는 이란계 미국인 배우이다. 초기에는 연극계에서 주로 활동하다가 아바스 키아로스타미 감독 영화 《보고서》를 통해 처음으로 영화 주연을 맡았다. 모하마드 레자 아슬라니 감독 영화 《바람의 체스》를 통해서도 이름을 알렸지만, 앞선 두 영화는 고국인 이란에서는 상영이 금지되었다. 그럼에도 이후 1978년, 알리 하타미 감독 영화 《부서진 마음》(페르시아어: سوته‌دلان)이 큰 성공을 거두면서 이란 영화계에서도 주연급 배우로 자리매김하게 되었다.
이란 혁명이 터지면서 1979년, 쇼레는 잉글랜드로 이주해 이후 미국으로 건너가 미국 시민권을 획득했다. 미국으로 간 후 여러 작품에서 작은 역할을 맡다가, 2003년 영화 《모래와 안개의 집》을 통해 평단의 호평을 받았다. 그리고 아카데미상 여우조연상 후보에도 지명되면서, 아카데미상 연기상 부문 후보에 오른 첫 번째 이란인이 되었다. 2008년, 영화 《더 스토닝》으로 새틀라이트상 여우주연상을 수상했다.

## 출연작 목록

### 영화
| 연도 | 제목                               | 원제                                    | 배역                 | 비고            |
| ---- | ---------------------------------- | --------------------------------------- | -------------------- | --------------- |
| 1976 | 바람의 체스                        | A Chess Game of the Wind                |                      |                 |
| 1977 | 보고서                             | گزارش / The Report                      |                      |                 |
| 1978 | 부서진 마음                        | سوته‌دلان                                | 아그다스             |                 |
| 1989 | 호텔 아스토리아의 손님들           | Guests of Hotel Astoria                 | 포리 카렘니아 부인   |                 |
| 1993 | 20달러의 유혹                      | Twenty Bucks                            | 가바 홀리데이        |                 |
| 2000 | 서바이빙 파라다이스                | Surviving Paradise                      | 파리                 |                 |
| 2002 | 마리암                             | Maryam                                  | 호마 아르민          |                 |
| 2003 | 빙의                               | Possessed                               | 여자                 | 단편 영화       |
| 2003 | 펄스                               | Pulse                                   | 여자                 | 단편 영화       |
| 2003 | 신비한 이란                        | Mystic Iran                             | 내레이션             | 다큐멘터리 영화 |
| 2003 | 모래와 안개의 집                   | House of Sand and Fog                   | 나데레 베라니        |                 |
| 2005 | 엑소시즘 오브 에밀리 로즈          | The Exorcism of Emily Rose              | 닥터 사디라 아다니   |                 |
| 2005 | Babak and Friends – A First Norooz |                                         |                      |                 |
| 2006 | 아메리칸 드림즈                    | American Dreamz                         | 나즈닌 리자 부인     |                 |
| 2006 | 레이크 하우스                      | The Lake House                          | 닥터 애나 클리진스키 |                 |
| 2006 | 엑스맨: 최후의 전쟁                | X-Men: The Last Stand                   | 카비타 라오          |                 |
| 2006 | 네티비티 스토리: 위대한 탄생       | The Nativity Story                      | 엘리사벳             |                 |
| 2008 | 청바지 돌려 입기 2                 | The Sisterhood of the Traveling Pants 2 | 나스린 메하니 교수   |                 |
| 2008 | 더 스토닝                          | The Stoning of Soraya M.                | 자라 하눔            |                 |
| 2010 | 컨트롤러                           | The Adjustment Bureau                   | 의장                 | 삭제 장면       |
| 2010 | 노 게임                            | The No Game                             | 라일라 이모          |                 |
| 2011 | 이라니움                           | Iranium                                 | 내레이션             | 다큐멘터리 영화 |
| 2011 | 온 디 인사이드                     | On the Inside                           | 닥터 로프턴          |                 |
| 2012 | 티모시 그린의 이상한 삶            | The Odd Life of Timothy Green           | 에벳 오나트          |                 |
| 2013 | 퍼시 잭슨과 괴물의 바다            | Percy Jackson: Sea of Monsters          | 신탁                 | 목소리 출연     |
| 2013 | 실크                               | Silk                                    | 라니                 | 단편 영화       |
| 2014 | 로즈워터                           | Rosewater                               | 몰루준               |                 |
| 2014 | 스틸 히어                          | Still Here                              | 파자네               | 단편 영화       |
| 2015 | 제7기사단                          | Last Knights                            | 마리아               |                 |
| 2015 | 악의 도시                          | Septembers of Shiraz                    | 하비베               |                 |
| 2016 | 스타트렉 비욘드                    | Star Trek Beyond                        | 파리스 준장          |                 |
| 2016 | 나의 첫 번째 세계여행              | Window Horses                           | 메나즈               | 애니메이션 영화 |
| 2016 | 더 프로미스                        | The Promise                             | 마르타 보고시언      |                 |
| 2018 | 심플 웨딩                          | A Simple Wedding                        | 지바 후세이니        |                 |
| 2019 | 쿠바인                             | The Cuban                               | 바노 아유브          |                 |
| 2020 | 런 스윗하트 런                     | Run Sweetheart Run                      | 블루 아이비          |                 |

### 텔레비전 드라마
| 연도      | 제목              | 원제                              | 배역                       | 비고                                 |
| --------- | ----------------- | --------------------------------- | -------------------------- | ------------------------------------ |
| 2003      | 24                | 24                                | 디나 아라즈                | 4회분 출연                           |
| 2006      | 스미스            | Smith                             | 찰리                       | 7회분 출연                           |
| 2006      | 윌 앤 그레이스    | Will & Grace                      | 팸                         | "Cowboys and Iranians" 에피소드 출연 |
| 2006      | ER                | ER                                | 리자 카다테이 부인         | "Lost in America" 에피소드 출연      |
| 2007      | 그레이 아나토미   | Grey's Anatomy                    | 닥터 헬렌 크로퍼드         | "Scars and Souvenirs" 에피소드 출연  |
| 2008      | 하우스 오브 사담  | House of Saddam                   | 사지다 탈파                | 4회분 출연                           |
| 2009      | 플래시포워드      | FlashForward                      | 나드라 우다야              | 3회분 출연                           |
| 2011      | 성범죄수사대: SVU | Law & Order: Special Victims Unit | 살리야 "서니" 카드리       | "Dirty" 에피소드 출연                |
| 2011      | 하우스            | House M.D.                        | 아프순 하미디              | "Moving On" 에피소드 출연            |
| 2011      | NCIS              | NCIS                              | 미리엄 바왈리              | "Safe Harbor" 에피소드 출연          |
| 2012      | 포틀랜디아        | Portlandia                        | 넬로파 잠시디              | "Cool Wedding" 에피소드 출연         |
| 2012      | 몹 닥터           | The Mob Doctor                    | 닥터 로런 베일러           | 3회분 출연                           |
| 2013      | 그림 형제         | Grimm                             | 스테파니아 바두바 포페스쿠 | 7회분 출연                           |
| 2014      | 빌리브            | Believe                           | 델카시 부인                | "Origin" 에피소드 출연               |
| 2014      | 본즈              | Bones                             | 아지타 바지리              | "The Cold in the Case" 에피소드 출연 |
| 2014      | 스콜피언          | Scorpion                          | 커샌드라 데이비스          | "True Colors" 에피소드 출연          |
| 2015      | 엘리멘트리        | Elementary                        | 릴리안 벨로즈              | "Tag, You're Me" 에피소드 출연       |
| 2015-현재 | 더 익스팬스       | The Expanse                       | 크리스젠 아바사랄라        | 주연                                 |
| 2017      | 퍼니셔            | The Punisher                      | 파라 마다니                | 4회분 출연                           |
| 2019      | 임펄스            | Impulse                           | 파티마                     | 2회분 출연                           |

### 텔레비전 애니메이션
| 연도 | 제목          | 원제           | 배역        | 비고                                  |
| ---- | ------------- | -------------- | ----------- | ------------------------------------- |
| 2003 | 큐리어스 조지 | Curious George | 디나 아라즈 | 4회분 출연                            |
| 2008 | 심슨 가족     | The Simpsons   | 미나        | "MyPods and Boomsticks" 에피소드 출연 |
| 2019 | 라이온 수호대 | The Lion Guard | 자나 여왕   | 4회분 출연                            |

## 같이 보기
- 포루그 파로흐자드